# Mario Spinetti
Mario Spinetti (Roma, 1859 – 1915) è stato un pittore italiano.
Le sue opere raffigurano soggetti mitologici, neo-pompeiani e sacri. Tra le sue opere: una mezza figura, Lidia, esposta nel 1881 a Milano. All'Esposizione di Belle Arti di Roma del 1883 espone un dipinto intitolato: Virginibus puerisque canto. Nel 1884 a Torino espone: Il matrimonio nel XVI secolo. Nel 1887, a Venezia, espone: Una poetesa. Nel 1899 dipinse gli affreschi di San Zaccaria, Giovanni Battista ed Elisabetta, e Fede e Carità, nell'abside della chiesa di San Giovanni Battista dei Genovesi a Roma.